# André Marceau (évêque)
Pour les articles homonymes, voir André Marceau et Marceau.
André Marceau, né le 6 mai 1946 à Cérons (Gironde, France), est un prélat catholique français, évêque de Perpignan-Elne de 2004 à 2014 et évêque de Nice de 2014 à 2022.

## Biographie

### Formation
André Marceau entre au grand séminaire de Bordeaux en 1964. Il effectue son service national, de 1966 à 1968, comme coopérant en Côte d'Ivoire.
Il est par ailleurs diplômé de l’Institut supérieur de pastorale catéchétique (Institut catholique de Paris).
Il est ordonné prêtre le 25 mars 1972 en la paroisse Saint-Vincent de Mérignac (Gironde), pour l’archidiocèse de Bordeaux.

### Principaux ministères
Après avoir assumé pendant 8 ans un ministère paroissial comme vicaire de la paroisse Saint-Vincent de Mérignac, il a été appelé au niveau du diocèse comme responsable de 1982 à 1992 du service de catéchèse.
En 1992, il devient vicaire épiscopal, tout en assumant les responsabilités de curé de Bazas jusqu'en 2000, puis de curé de La Réole jusqu'en 2003, où il devient vicaire général de l’archidiocèse de Bordeaux.
Il a également été responsable diocésain du catéchuménat et délégué épiscopal auprès de l’Aumônerie de l’enseignement public.
Nommé évêque de Perpignan-Elne (Pyrénées-Orientales) le 13 janvier 2004 par le pape Jean-Paul II, il succède à André Fort, évêque d’Orléans depuis novembre 2002. Il est consacré le dimanche 7 mars 2004 par le cardinal Jean-Pierre Ricard en la cathédrale Saint-Jean-Baptiste de Perpignan.
Au sein de la Conférence des évêques de France, il est membre du Conseil pour les relations interreligieuses et les nouveaux courants religieux.
Le 6 mars 2014, il est nommé évêque de Nice et installé le 11 mai 2014.
André Marceau atteignant la limite d'âge, il quitte ses fonctions en 2022. 

## Distinction
- Chevalier de la Légion d'honneur (décret du 18 avril 2014[3])